# Agonoxeníneos
Agonoxeníneos (Agonoxeninae) são uma subfamília da família dos elaquistídeos (Elachistidae) insectos da ordem Lepidoptera.
Contém apenas quatro espécies em todo o mundo. São elas:
- Agonoxena argaula: Considerada uma peste da espécies de coqueiro Cocos nucifera, nas Ilhas Fiji e no Havai.
- Agonoxena pyrogramma: também considerada peste, mas na Indonésia.
- Agonoxena miniana: peste da espécie Cocos nucifera.
- Agonoxena phoenicea: ocorre na Austrália.